# Donji Petrovići
Donji Petrovići su naseljeno mjesto u općini Krupa na Uni, Republika Srpska, BiH.

## Povijest
Do potpisivanja Daytonskog mirovnog sporazuma bilo je u sastavu općine Bosanska Krupa koja je ušla u sastav Federacije BiH. 

## Stanovništvo

### 1991.
Nacionalni sastav stanovništva 1991. godine, bio je sljedeći:
ukupno: 335
- Srbi - 333
- ostali, nepoznati i neopredijeljeni - 2

### 2013.
Nacionalni sastav stanovništva 2013. godine, bio je sljedeći:
ukupno: 196
- Srbi - 196